# Liste der denkmalgeschützten Objekte in Fügen (Tirol)
Die Liste der denkmalgeschützten Objekte in Fügen enthält die 12 denkmalgeschützten, unbeweglichen Objekte der Gemeinde Fügen in Tirol.

## Denkmäler
| Foto |                 | Denkmal | Standort                                          | Beschreibung | Metadaten |
| ---- | --------------- | --- | ------------------------------------------------- | --- | --- |
| ja   | Datei hochladen | Ehem. Schloss Fügen (Bubenburg) mit Einfriedung HERIS-ID: 81739 Objekt-ID: 95521 TKK: 14004seit 2014                                | Dorfplatz 9 Standort KG: Fügen                    | Das Schloss geht auf einen mehrmals erweiterten mittelalterlichen Wohnturm zurück. Die ältesten erhaltenen Bauteile stammen aus dem 15. Jahrhundert. 1720/1732 wurde es barock umgebaut. Ab 1812 diente es als Nadelfabrik, von 1926 bis 2012 als Knabenheim des Seraphischen Liebeswerks. Der vierflügelige, um einen Innenhof gruppierte Bau liegt nördlich der Pfarrkirche im Südwesteck eines Gartens, der von einer Mauer mit drei Eckrondellen umgeben ist. Die äußeren Fassaden sind durch Eckpilaster und glatte Gesimse gegliedert, die Fenster sind von einfachen, plastischen Renaissancerahmen umgeben. Ein Wandfresko im Inneren wurde 1954 von Maria Rehm geschaffen. Anmerkung: Das bis 2013 geschützte Kruzifix (95523) und der ebenfalls bis 2013 geschützte Bildstock mit Kreuzigungsfresko (95522) sind wohl jetzt Teil des ab 2014 geschützten Schlosses Fügen. | BDA-Hist.: Q16102023 Status: Bescheid Stand der BDA-Liste: 2025-06-30 Name: Ehem. Schloss Fügen (Bubenburg) mit Einfriedung GstNr.: 138 Bubenburg                                                        |
| ja   | Datei hochladen | Kreuzschmiedkapelle HERIS-ID: 82269 Objekt-ID: 96084 TKK: 16947                                                                     | bei Hauptstraße 22 Standort KG: Fügen             | Die offene Kapelle wurde 1679 erbaut. Das Gitter stammt aus dem 18. Jahrhundert, die Figur der Madonna aus dem 19. Jahrhundert. | BDA-Hist.: Q38178140 Status: § 2a Stand der BDA-Liste: 2025-06-30 Name: Kreuzschmiedkapelle GstNr.: 356 Kreuzschmiedkapelle                                                                              |
| ja   | Datei hochladen | Söllhaus Zingl HERIS-ID: 46867 Objekt-ID: 49161 TKK: 14012                                                                          | Hauptstraße 36 Standort KG: Fügen                 | Ein 1506/1507 errichteter Kornkasten wurde 1564/1565 durch Verlängerung nach Westen zu einem Wohnhaus ausgebaut und 1685/1686 unterkellert. Spätestens seit dem Ende des 17. Jahrhunderts wird das Gebäude als materiell geteiltes Söllhaus mit verschiedenen darin ausgeübten Handwerksbetrieben (Schneider, Schuster, Pulvermacher) genutzt und ist seither weitgehend unverändert erhalten. Das traufseitig erschlossene Seitenflurhaus mit flachem, legschindelgedecktem Satteldach und rückwärtigem Anbau mit Pultdach steht mit der östlichen Giebelfront zur Straße. Der vordere, östliche Gebäudeteil ist der ehemalige gezimmerte Kornkasten mit schwalbenschwanzverzinktem Blockgefüge im Erd- und Kopfstrickverband im Obergeschoß. Der Ausbau zum Wohnhaus erfolgte in kombinierter Massiv- und Holzbauweise. Unter dem neuen Dachstuhl im Obergeschoß wird ein Söller über die östliche Giebel- und südliche Traufseite geführt. Im Inneren haben sich eine Stube mit barockem Leistengetäfel, im gemauerten Teil zwei, vermutlich ursprünglich als Werkstätten eingerichtete Kammern erhalten. Die zweite Wohneinheit im Obergeschoß mit separatem Eingang ist über eine hölzerne Freitreppe am hinteren Ende der nördlichen Traufseite erschlossen. | BDA-Hist.: Q38024310 Status: Bescheid Stand der BDA-Liste: 2025-06-30 Name: Söllhaus Zingl GstNr.: .26 Zinglhäusl                                                                                        |
| ja   | Datei hochladen | Standesamt Stollenberghof HERIS-ID: 44713 Objekt-ID: 45562 TKK: 14009                                                               | Hauptstraße 52 Standort KG: Fügen                 | Ein spätromansicher Baukern aus der Zeit um 1300 wurde im 14. und 15. Jahrhundert zu einem mehrgeschoßigen Niederadelssitz mit turmartigem Charakter ausgebaut. Um 1620 wurde der Bau neu verputzt und die Fassaden mit Architekturmalerei versehen. Im ersten Drittel des 19. Jahrhunderts wurde er klassizistisch umgebaut und für bäuerliche/bürgerliche Nutzung adaptiert, dabei wurde ein drittes Obergeschoß ausgebaut und der Dachstuhl angehoben. Vor 1918 erfolgten historistische Umbauten mit Erneuerung der Holzbalkone, der Baubestand wurde in mehrere Wohnungen geteilt und dafür neue Zugänge im Erd- und Obergeschoß geschaffen. 2003–2005 wurde der Bau umfassend saniert, erhielt den Anbau einer Glaskonstruktion an der Westfassade und wurde für die Nutzung als Standesamt der Gemeinde und als Galerie adaptiert. Die Fassaden wurden auf den frühbarocken Zustand mit Architekturmalerei aus der Zeit um 1620 restauriert. Im Inneren haben sich Gewölbe, Stiegen und Bohlenbalkendecken aus der gotischen Ausbauphase erhalten. | BDA-Hist.: Q38010605 Status: Bescheid Stand der BDA-Liste: 2025-06-30 Name: Standesamt Stollenberghof GstNr.: .5/1 Stollenberghof                                                                        |
| ja   | Datei hochladen | Gasthof Aigner HERIS-ID: 39075 Objekt-ID: 38780 TKK: 14017                                                                          | Hauptstraße 79 Standort KG: Fügen                 | Die Hofstelle ist vor 1350, die Besitzgeschichte ab 1590 belegt, 1664 wurde die Wirtsgerechtsame verliehen. Der Baukern des heutigen Gebäudes stammt aus dem 16. Jahrhundert, es wurde im 17. Jahrhundert umgebaut. Der dreigeschoßige Mauerbau mit Satteldach wird giebelseitig von Westen über einen Mittelflur erschlossen. An der Eingangsfassade befindet sich über dem Rundbogenportal mit abgefastem Gewände ein dreiseitiger, über zwei Geschoße reichender Erker, an den Gebäudekanten der Eingangsfassade jeweils ein polygonaler Eckerker mit profilierten Gesimsen. Die Hauptfassade weist zwei figurale Fresken in Blattrahmen mit Rocaillenverzierung aus der Zeit um 1800 auf, die die hll. Florian und Anna selbdritt zeigen. Im Inneren ist der Flur im Erdgeschoß mit einer Stichkappentonne überwölbt, der Mittelerker weist ein stuckiertes Gewölbe auf. Die getäfelte Stube im Erdgeschoß ist inschriftlich 1563 datiert. | BDA-Hist.: Q33176936 Status: Bescheid Stand der BDA-Liste: 2025-06-30 Name: Gasthof Aigner GstNr.: .66/1 Gasthof Aigner, Fügen                                                                           |
| ja   | Datei hochladen | Kapfingerkapelle HERIS-ID: 82261 Objekt-ID: 96076 TKK: 13997                                                                        | bei Kapfingerstraße 30 Standort KG: Fügen         | Die Kapelle in Kapfing wurde laut Bauinschrift über dem Portal im Jahr 1700 errichtet. Der einjochige Mauerbau mit dreiseitigem Chorschluss hat ein schindelgedecktes Satteldach und einen Dachreiter mit Zwiebelhelm. Er ist von Südwesten über ein Rundbogenportal erschlossen, das von zwei Oculi flankiert wird. Die Gebäudekanten sind mit gemalten Eckpilastern betont, das Portal ist von einer einfachen Architekturmalerei gerahmt. Das Innere ist mit Pilastern gegliedert und von einem Tonnengewölbe mit Stichkappen überwölbt. Das Gewölbe weist Rankenmalerei und ein Fresko Mariä Verkündigung auf, das 1900 von Josef Haun geschaffen wurde. Die Altarfiguren stammen aus der Zeit um 1750. | BDA-Hist.: Q38178107 Status: § 2a Stand der BDA-Liste: 2025-06-30 Name: Kapfingerkapelle GstNr.: .243 Kapfingerkapelle, Fügen                                                                            |
| ja   | Datei hochladen | Kath. Pfarrkirche Mariae Himmelfahrt mit Michaels- /Hacklturnkapelle und Altem Friedhof HERIS-ID: 55363 Objekt-ID: 63992 TKK: 13994 | bei Lindenweg 1 Standort KG: Fügen                | Die vom Friedhof umgebene Pfarrkirche in der Ortsmitte ist ein gotischer Bau auf romanischer Grundlage. Der Chor und die Langhausmauern stammen aus der Zeit um 1330. Das Langhaus wurde zwischen 1494 und 1497 verändert; der Nordturm mit Spitzhelm entstand 1495. Auch einige Wandmalereien im Inneren gehen noch auf das 14. Jahrhundert zurück. Der Hochaltar wurde um 1500 mit Reliefs neu gestaltet. Die Michaelskapelle wurde von 1494 bis 1497 an die Nordseite der Kirche angebaut. | BDA-Hist.: Q38065019 Status: § 2a Stand der BDA-Liste: 2025-06-30 Name: Kath. Pfarrkirche Mariae Himmelfahrt mit Michaels- /Hacklturnkapelle und Altem Friedhof GstNr.: .81, .343, 137 Pfarrkirche Fügen |
| ja   | Datei hochladen | Widum HERIS-ID: 55362 Objekt-ID: 63991 TKK: 13996                                                                                   | Lindenweg 1 Standort KG: Fügen                    | Das Widum wurde bereits um 1500 direkt an die Westfront der Pfarrkirche angebaut. Die Obergeschoße stammen aus dem Jahr 1710; das Wappen über dem Eingang ist mit 1711 bezeichnet. | BDA-Hist.: Q38065009 Status: § 2a Stand der BDA-Liste: 2025-06-30 Name: Widum GstNr.: .83/1 Fügen Rectory                                                                                                |
| ja   | Datei hochladen | Heimatmuseum, ehem. Widumpfiste, ehem. Pfarr-Zehentspeicher HERIS-ID: 55364 Objekt-ID: 63993 TKK: 115587                            | Lindenweg 2 Standort KG: Fügen                    | Der ehemalige Zehentspeicher des Pfarrers wurde im 16. Jahrhundert errichtet und erhielt um 1900 den Anbau mit der Scheune. Das Gebäude beherbergt heute ein Heimatmuseum. | BDA-Hist.: Q38065030 Status: § 2a Stand der BDA-Liste: 2025-06-30 Name: Heimatmuseum, ehem. Widumpfiste, ehem. Pfarr-Zehentspeicher GstNr.: .84 Heimatmuseum Fügen                                       |
| ja   | Datei hochladen | Wegkreuz Marienbergl HERIS-ID: 82267 Objekt-ID: 96082 TKK: 16871                                                                    | Marienberg, westlich des Ortes Standort KG: Fügen | Das Wegkreuz unter Satteldach westlich der Wallfahrtskirche Marienbergl stammt aus der Mitte des 18. Jahrhunderts. Es hat einen Corpus im Dreinageltypus. | BDA-Hist.: Q38178118 Status: § 2a Stand der BDA-Liste: 2025-06-30 Name: Wegkreuz Marienbergl GstNr.: 315                                                                                                 |
| ja   | Datei hochladen | Wallfahrtskirche Marienbergl/Maria Empfängnis HERIS-ID: 82260 Objekt-ID: 96075 TKK: 13991                                           | bei Marienbergstraße 52 Standort KG: Fügen        | Die barocke Wallfahrtskirche auf einem Hügel im Westen des Ortes wurde von 1715 bis 1721 errichtet. Der längsgestreckte Achteckbau wird von einer Kuppel gekrönt; im Osten schließt die Sakristei mit Türmchen an. Der Altar enthält unter anderem eine Statue der Maria Immaculata und entstand um 1720. | BDA-Hist.: Q38178097 Status: § 2a Stand der BDA-Liste: 2025-06-30 Name: Wallfahrtskirche Marienbergl/Maria Empfängnis GstNr.: .134 Wallfahrtskirche am Marienberg, Fügen                                 |
| ja   | Datei hochladen | Kreuzwegkapellen zum Marienbergl HERIS-ID: 82268 Objekt-ID: 96083 TKK: 16878, 16877, 16876, …                                       | bei Marienbergstraße 55 Standort KG: Fügen        | Entlang dem Weg zur Wallfahrtskirche auf dem Marienbergl westlich des Ortes stehen sieben Kreuzwegkapellen mit geschweiftem Giebel, die Anfang des 18. Jahrhunderts errichtet wurden. | BDA-Hist.: Q38178128 Status: § 2a Stand der BDA-Liste: 2025-06-30 Name: Kreuzwegkapellen zum Marienbergl GstNr.: 2810/2, 2810/1, 316/5 Marienberg-Kapellen, Fügen                                        |